# Kim Juna
Kim Juna (hangul: 김윤아, handzsa: 金倫我, RR: Kim Yun-a; 1974. március 11.) dél-koreai énekesnő, dalszerző, a Jaurim együttes tagja, de szólólemezei is jelentek meg. Musicalekben is szerepel, például a Rebecca címűben Mrs. Danverst alakította.

## Diszkográfia
- Shadow of Your Smile; 2001
- 琉璃假面 (유리가면, Glass Mask); 2004
- 315360; 2010
- Kyrie; 2016